# 2075
L'any 2075 (MMLXXV) serà un any comú que començarà en dimarts segons el calendari gregorià, l'any 2075 de l'era comuna (CE) i Anno Domini (AD), el 75è any del tercer mil·lenni, el 75è any del segle xxi, i el primer sisè de la dècada del 2080.

## Esdeveniments
Resta del món
- 4 d'abril, Califòrnia - Es compleixen 100 anys de la fundació de l'empresa Microsoft per Bill Gates i Paul Allen
- 9 de maig, Madrid: Es compleixen 100 de la regularització de la vaga laboral per part del govern
- 12 d'octubre, Madrid: Se celebren 100 anys de la darrera vegada en que Franco apareix en públic, fou en un acte a l'Instituto de Cultura Hispánica
- 17 d'octubre, Madrid: L'any 1975 s'hi celebra el darrer consell de ministres presidit per Franco.
- 23 d'octubre, Madrid: En aquesta data, l'any 1975, s'emet el primer comunicat oficial en què es reconeix la malaltia de Franco, una setmana després de patir el primer infart el 16 d'octubre de 1978.
- 20 de novembre, Madrid: Se celebren 100 anys de la mort de Francisco Franco Bahamonde, dictador i militar espanyol, cap d'Estat.

Prediccions
- Es preveu que la capa d'ozó estigui totalment recuperada.[1]